# 흥아보국단
흥아보국단(興亞保國團)은 일제강점기 말기에 조직된 단체이다. 준비위원회 단계에서 해체되었기 때문에 흥아보국단준비위원회라고도 한다.

## 개요
1941년 8월에 중일 전쟁 시국에 대한 협조를 위해 조직되었다. 윤치호가 주도하여 준비위원회를 결성하였으며, 목적은 전시체제의 황국정신 고양과 시국인식 선전을 위한 것이다.
준비위원회를 결성하여 이 자리에서 고원훈이 '출전 장병의 노고에 감사한다'는 내용의 강연을 하는 등 활동하던 중, 1941년 8월에 비슷한 성격의 단체인 임전대책협의회와 통합하여 조선임전보국단을 결성함으로써 해체되었다.
흥아보국단의 강령은 다음과 같다.
1. 황국정신의 앙양
2. 강력한 실천력의 발휘
3. 시국인식의 철저와 이의 대책 결행
4. 근로보국의 실행

## 조직과 구성
윤치호와 박흥식, 조병상, 김연수, 고원훈, 김사연 등이 전시체제 협력 방안을 논의한 뒤, 조선총독부와 협의하여 조직되었다.
중앙위원회 상임위원 명단은 다음과 같다.
- 위원장 : 윤치호
- 상임위원 : 윤치호, 고원훈, 박흥식, 정교원, 김연수, 민규식, 조병상, 이성근, 원덕상, 김사연, 이승우, 양주삼, 이병길, 서광설, 김명준, 현준호, 방의석, 김동훈, 이기찬

## 같이 보기
- 임전대책협의회
- 조선임전보국단

## 참고자료
- 친일인명사전편찬위원회 (2004년 12월 27일). 《일제협력단체사전 - 국내 중앙편》. 서울: 민족문제연구소. 379~381쪽쪽. ISBN 8995330724.